# Jarrowmars

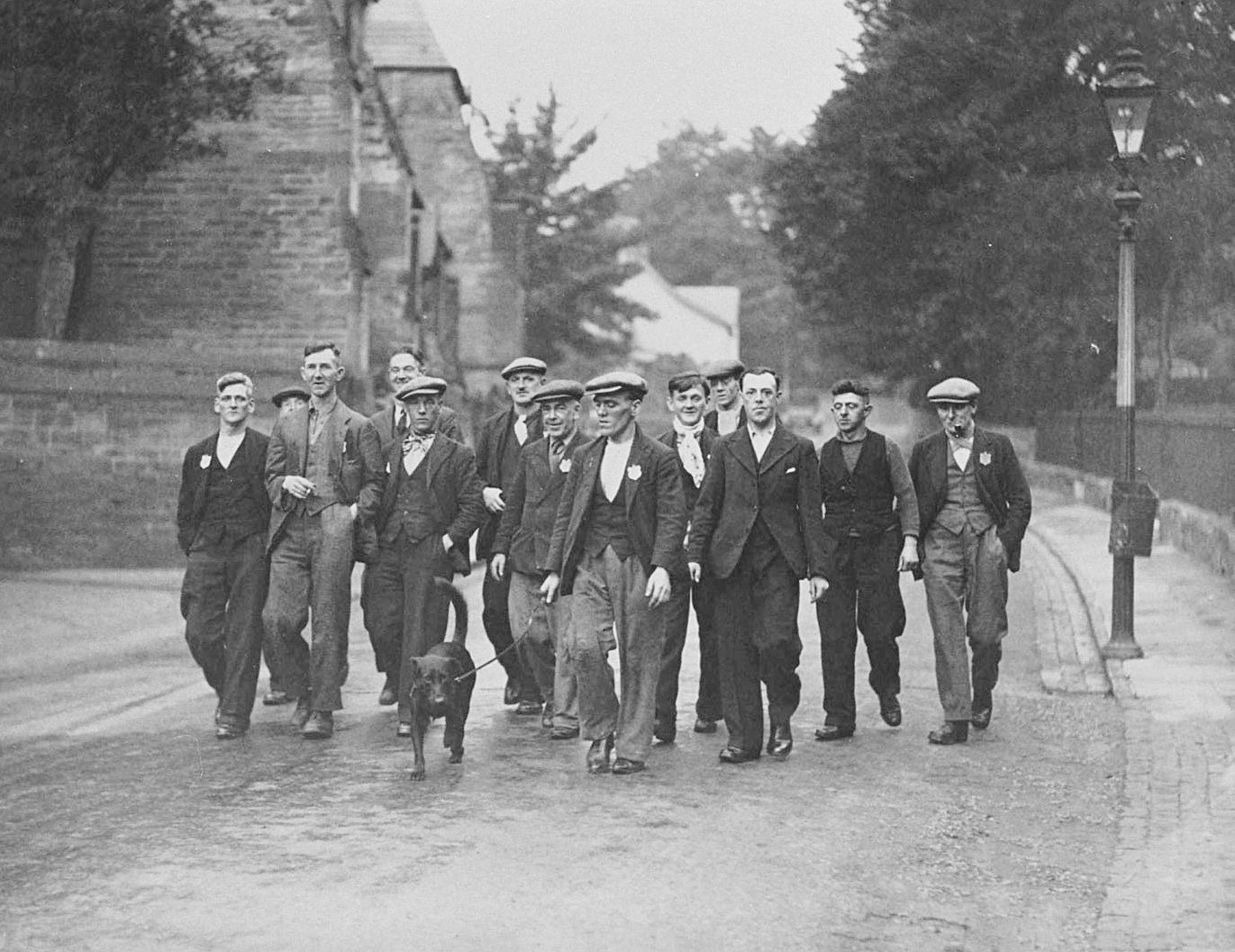
Jarrowmars

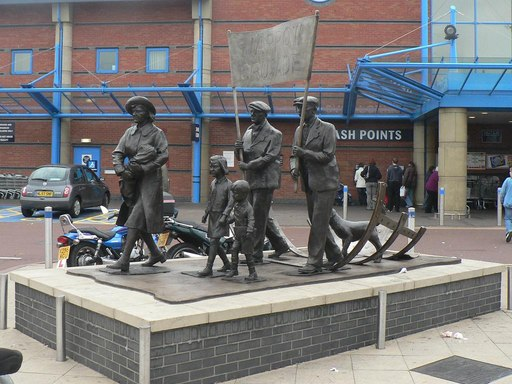
Bronzen sculptuur. The Spirit of Jarrow onthuld in het stadscentrum van Jarrow, 2001 als herinnering aan de mars van 1936.

De Jarrowmars was een protesttocht tegen de werkloosheid en armoede in Jarrow, gelegen in Tyneside in North East England. Deze vond plaats in oktober 1936 waarbij circa 200 man in 26 dagen van Jarrow naar Londen liepen. Ze brachten een petitie mee voor het Britse parlement waarin ze maatregelen verlangden voor herstel van de industriële werkgelegenheid in hun stad. Deze was in 1934 grotendeels verloren gegaan na sluiting van de belangrijkste werkgever, de scheepswerf Palmer. De petitie werd afgeleverd maar niet in het parlement besproken zodat de mars weinig directe resultaten opleverde.
Vanaf het begin van de 19e eeuw ontwikkelde zich in Noordoost-Engeland mijnbouw, de streek werd een belangrijke leverancier van steenkool. In 1851 vestigde zich de Palmer's scheepswerf in Jarrow. Ook andere plaatsen langs de Tyne kregen scheepswerven. Gedurende 80 jaar was dit een bloeiende bedrijfstak hoewel in die tijd het welstandsverschil tussen de werkgevers/eigenaren en de arbeiders groot was. Veranderde mondiale economische verhoudingen na de Eerste Wereldoorlog in combinatie met slecht management leidden tot sluiting van de werf. Plannen voor vervanging door een ijzer- en staalfabriek werden gedwarsboomd door de British Iron and Steel Federation, een werkgeversorganisatie die voor de bedrijfstak een eigen agenda had. Het gebrek aan enig uitzicht op grootschalige nieuwe werkgelegenheid in de stad deed de bewoners uiteindelijk de mars organiseren.
Hoewel de mars aanvankelijk min of meer als een mislukking voelde werd deze in latere jaren toch gezien als een bepalende gebeurtenis in de jaren 30. Er ontstond een voedingsbodem voor een grotere bereidheid tot sociale hervormingen na de Tweede Wereldoorlog. In de stad bevinden zich een aantal monumenten ter herinnering, in 1986 en 2011 (na 50 respectievelijk 75 jaar) werd de mars 'nagespeeld'.

## Economische situatie
| Jaar | Totaal % | Zuidoost Engeland % | Noordoost Engeland % | Scheeps- bouw % |
| ---- | -------- | ------------------- | -------------------- | --------------- |
| 1923 | 11.7     | 9.2                 | 12.2                 | 43.6            |
| 1924 | 10.3     | 7.5                 | 10.9                 | 30.3            |
| 1925 | 11.3     | 5.9                 | 15.0                 | 33.5            |
| 1926 | 12.5     | 5.4                 | 17.2                 | 39.5            |
| 1927 | 9.7      | 5.0                 | 13.7                 | 29.7            |
| 1928 | 10.8     | 5.4                 | 15.1                 | 24.5            |
| 1929 | 10.4     | 5.6                 | 13.7                 | 25.3            |
| 1930 | 16.1     | 8.0                 | 20.2                 | 27.6            |
| 1931 | 21.3     | 12.0                | 27.4                 | 51.9            |
| 1932 | 22.1     | 14.3                | 28.5                 | 62.0            |
| 1933 | 19.9     | 11.5                | 26.0                 | 61.7            |
| 1934 | 16.7     | 8.7                 | 22.1                 | 51.2            |
| 1935 | 15.5     | 8.1                 | 20.7                 | 44.4            |
| 1936 | 13.1     | 7.3                 | 16.8                 | 33.3            |

Direct na de Eerste Wereldoorlog beleefde de Britse economie een korte opleving. Nadat was voldaan aan de inhaalvraag kwam midden 1920 een eerste neergang, resulterend in een werkloosheid van ruim 10% in de rest van de jaren 20, beduidend boven het vooroorlogse niveau. Tijdens de crisis, in de jaren 1929 - 1932 steeg de werkloosheid in Groot-Brittannië tot 22%. De werkloosheid steeg vooral sterk in de traditionele zware industrieën - mijnbouw, scheepsbouw, textiel en ijzer en staal - waar men sinds de Victoriaanse hoogtijdagen toch al de concurrentie op de wereldmarkten aan het verliezen was. Omdat deze bedrijfstakken in Noord-Engeland, Wales en Schotland oververtegenwoordigd waren, steeg de werkloosheid in deze gebieden tot rond 40%.

### Plaatselijke situatie
Jarrow, gelegen aan de rivier Tyne in County Durham, Noord-Engeland, wordt in de 8e eeuw van enig belang als de woonplaats van Bede, monnik en geleerde. Daarna veranderde er gedurende duizend jaar weinig in het landelijke plaatsje.
In de omgeving van Jarrow werd in de 17e eeuw steenkool ontdekt wat later voor het dorp aan de Tyne tot grote veranderingen zou leiden. Vanaf het begin van de 19e eeuw werd op grote schaal steenkool gedolven. Door de komst van mijnwerkers verdubbelde de bevolking tussen 1801 en 1821 tot rond 3.500.
Met de snel gebouwde woonwijken kwamen ook de slechte leefomstandigheden; stromend water en riolering ontbraken. De streek werd in de winter van 1831 - 1832 getroffen door de uitbraak van cholera als gevolg van de vijf jaar eerder in Bengalen begonnen pandemie. De ziekte werd verspreid door passagiers die met een schip vanuit de Oostzee aankwamen.
De verhoudingen tussen werkgevers en werknemers waren slecht en het werk in de mijnen was gevaarlijk. Diverse explosies in de 1e helft van de 19e eeuw resulteerden in dodelijke slachtoffers. In 1832 en 1844 waren er langdurige stakingen die tot een eind kwamen omdat de mijnwerkers door honger gedwongen weer aan het werk gingen. Nadat de toegankelijke steenkoollagen uitgeput raakten werden de mijnen minder winstgevend en in 1851 werden de laatsten gesloten.

### Scheepsbouw
In 1851 vestigde zich de Palmer's Shipbuilding and Iron Company in Jarrow aan de oever van de Tyne. Het eerste vrachtschip werd in 1852 te water gelaten, vele andere volgden. In 1856 begon de werf ook oorlogsschepen te bouwen en leverde daarna aan marines over de hele wereld. Samen met de bijbehorende ijzer- en staalfabrieken werd dit het grootste scheepsbouwcentrum van het land dat werk gaf aan duizenden mensen. De bevolkingsomvang van Jarrow steeg van 3.800 in 1850 tot 35.000 in 1891. Aanvullende bedrijvigheid kon ontstaan dankzij de werf en de gegroeide stad.
Behalve voor werkgelegenheid zorgden de werf en de fabrieken ook voor een niet zo fraaie omgeving. Ellen Wilkinson, historicus van de stad en parlementslid van 1935 tot 1947, citeert een krant uit 1858: "Er hangt een algemene donkerte over de omgeving. De huizen zijn zwart, de schepen zijn zwart, de hemel is donker en als je daar één of twee uur rondloopt ben je zelf ook zwart.
Rond 1890 had Groot-Brittannië met een marktaandeel van 80% vrijwel een monopolie op scheepsbouw. Dit aandeel daalde in de eerste jaren van de 20e eeuw tot 60% toen andere landen hun productie opvoerden. Op de werf van Palmer bleef het echter druk, in de Eerste Wereldoorlog bouwden ze nog een aantal Britse oorlogsschepen. De naoorlogse opleving van 1919 - 1920 bracht weer orders voor de koopvaardij.
De leiding van Palmer's zag de ontwikkelingen van de jaren 20 echter niet aankomen. Landen die tot dan altijd Britse schepen kochten, gingen ze nu zelf bouwen. Palmer's had de toekomstige vraag te optimistisch ingeschat en daarnaar geïnvesteerd. Midden jaren 20 leden ze grote verliezen en waren dicht bij een bankroet. Een korte opleving van de vraag naar schepen in 1929 gaf respijt en de stad zag een vooruitzicht van economisch herstel.

### Sluiting van Palmers

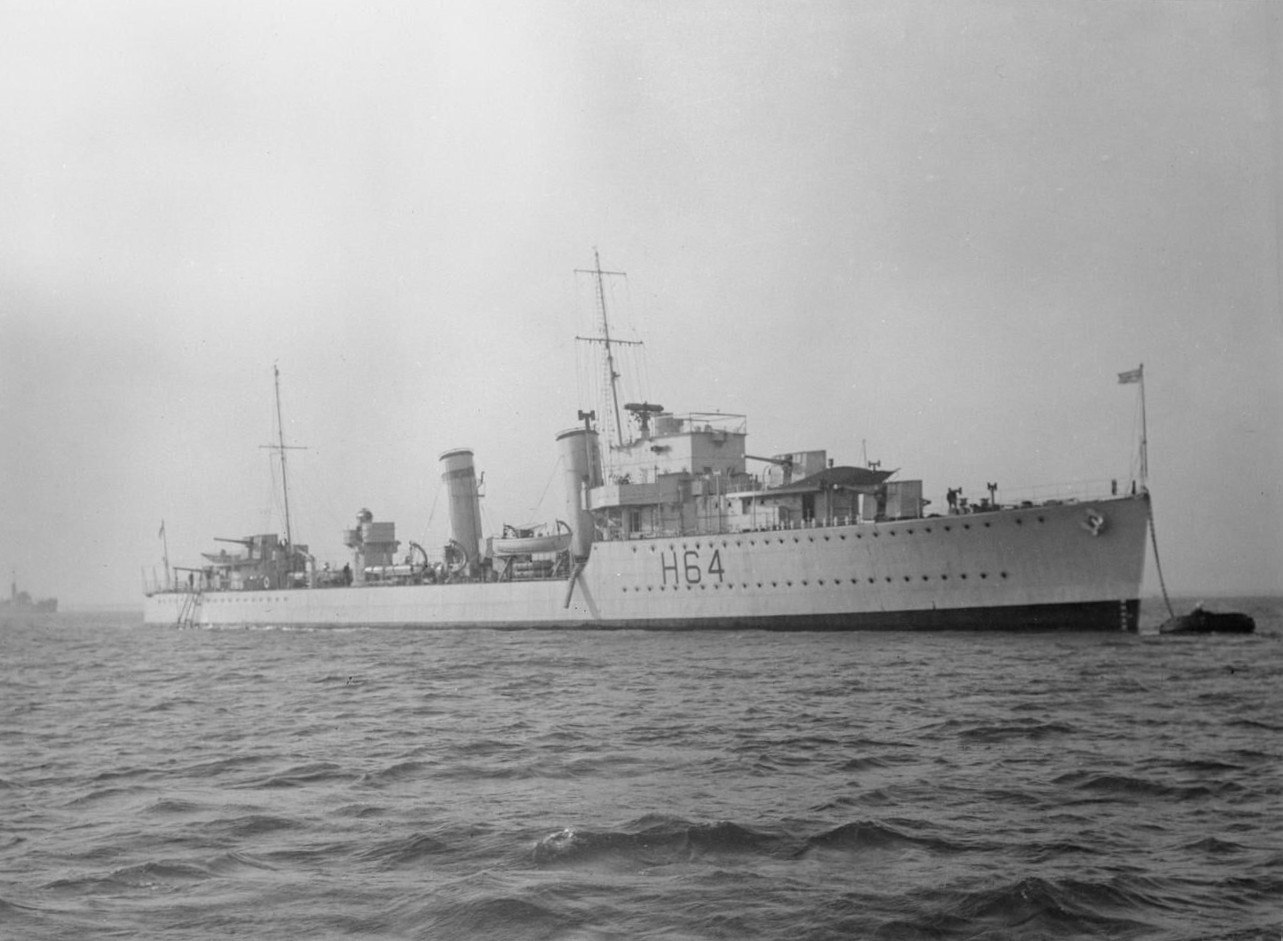
HMS Duchess, het laatste schip dat bij Palmer's werf te water werd gelaten in juli 1932

Op 24 juli 1930 werd bij Palmers het 1000ste schip te water gelaten, de tanker "Peter Hurll" maar inmiddels was de korte opleving overgegaan in de grote depressie en er stonden geen nieuwe orders in de boeken.
Geruchten over rationalisatie in de bedrijfstak leidden tot bezorgdheid. De in 1930 door de overheid opgerichte National Shipbuilders Security Ltd (NSS) moest de scheepsbouw helpen door stilgevallen werven op te kopen en ontmantelen zodat een kleiner aantal rendabele werven zou overblijven.
Gedurende 1931 was NSS bezig werven elders in het land te sluiten terwijl een marine-order voor twee schepen Palmers werk gaf tot midden 1932. Hierna werd Palmers insolvabel, en in juni 1933 wezen de crediteuren een curator aan. In december 1933 bleek NSS ontmanteling in het belang van de bedrijfstak te achten, in de zomer van 1934 werd dit geëffectueerd. In het Lagerhuis zei Walter Runciman, de voorzitter van de Board of Trade:
"We hebben er niets aan als we Jarrow de indruk geven dat Palmers een doorstart kan maken." En: "Is het niet veel beter om met die werf compleet te stoppen en een van de beste locaties in Europa in de verkoop te doen?"
Grootindustrieel Sir John Jarvis deed vervolgens een poging nieuwe bedrijven naar Jarrow te krijgen, hij dacht aan het slopen van schepen en productie van flessen en meubels. Volgens Betty Vernon, biograaf van Jarrow-politica Ellen Wilkinson, waren zijn plannen te oppervlakkig voor een stad met 40.000 inwoners en gedoemd te mislukken.
In 1932 selecteerde de plaatselijke Labour Party Ellen Wilkinson als kandidaat voor de volgende landelijke verkiezingen, in november 1935 won zij haar zetel.
In het openingsdebat van het nieuwe parlement op 9 december 1935, hield ze een pleidooi voor de streek waar ze vandaan kwam: "vakbekwame mensen....werkloos thuis...er wordt niets gedaan...de situatie is urgent..."
Na de plannen van Sir John Jarvis kwam er nog een concreter initiatief van de Amerikaanse ondernemer T. Vosper Salt om een ijzer- en staalfabriek in Jarrow te vestigen. Hij had kennisgenomen van de sluitingsplannen van Palmers werf en achtte de locatie met zijn rail- en scheepvaartverbindingen geschikt. De British Iron and Steel Federation (BISF), door de overheid in het leven geroepen om de belangen van de bedrijfstak te behartigen én deze te moderniseren, was eerst verdeeld en later tegen. Bestaande bedrijven vreesden meer concurrentie en de BISF drong er zelfs op aan dat en de banken geen financiering zouden verlenen. Vergroting van de productie zou beter plaats kunnen vinden door bestaande bedrijven uit te breiden dan een nieuwe te vestigen. De Britse overheid werkte ook niet echt mee en Vosper Salt trok zich terug.
Tijdens een debat in het Lagerhuis op 30 juni 1936 vroeg het uit Jarrow afkomstige parlementslid Wilkinson vergeefs om de zaak nog eens te laten bekijken door een onafhankelijk orgaan in plaats van door de BISF, waarvan de leden er belang bij kunnen hebben de plannen van Vosper Salt te dwarsbomen.

## De Mars

### Voorbereiding

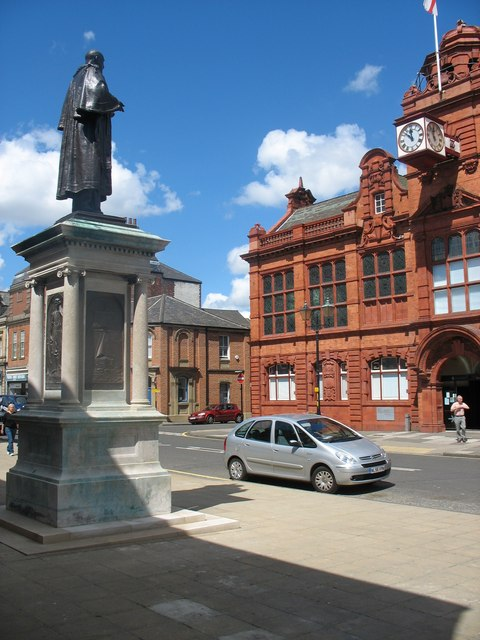
Stadhuis van Jarrow, 2007, met een standbeeld van Sir Charles Palmer. Tegenwoordig staat het beeld op een andere plek.

Na het mislukken van de vestiging van een staalfabriek zei David Riley, voorzitter van de gemeenteraad van Jarrow, tijdens een bijeenkomst van werklozen van de stad in juli 1936 dat hij marsen wilde organiseren vanuit diverse delen van het land, die tegelijk in Londen zouden moeten aankomen. De overheid zou dan gedwongen zijn naar hen te luisteren dan wel het leger op hen los te laten. Dit idee werd ondersteund door burgemeester Billy Thompson, parlementslid Wilkinson, politieke en andere plaatselijke groeperingen. Besloten werd dat de mars een plaatselijk initiatief zou blijven, Jarrow vertegenwoordigend, zonder politieke bijbetekenis. Het aantal deelnemers werd beperkt tot 200 gezonde mannen, geselecteerd uit 1200 vrijwilligers die bij de start van het nieuwe parlementaire jaar in november 1936 in Londen moesten aankomen. Daar zou een petitie worden overhandigd. Hoewel het aantal deelnemers gewoonlijk op 200 wordt gesteld is er wat onduidelijkheid over het exacte aantal. Er is een lijst met 185 namen bekend, een ander rapport noemt het aantal van 207. Het is bekend dat sommigen onderweg afhaakten en soms werden vervangen; ook is het mogelijk dat op genoemde lijst enkele namen ontbreken.
Met Riley aan het hoofd werden vier subcommissies gevormd om het geheel te organiseren. Alle plaatselijke politieke partijen -Labour, Conservatief en Liberaal-, kerken en ondernemingen stonden erachter. Medisch studenten van de Inter-Hospital Socialist Society begeleidden de mars. Er werd een fonds opgericht om de kosten te dekken; het geld werd zowel in Jarrow als onderweg geworven. In de stopplaatsen onderweg werden bijeenkomsten gepland voor de publiciteit van zowel Jarrow als andere gebieden in vergelijkbare situatie.
Op maandag 5 oktober 1936 woonden de deelnemers aan de mars een oecumenische dienst bij in de Christ church van Jarrow, geleid door de Anglicaanse bisschop van Jarrow, James Gordon. Deze betrokkenheid van een hoge geestelijke trok de aandacht van de pers terwijl de bisschop van het nabijgelegen Durham er juist afstand van nam. Deze had niet veel op met socialisme en vakbonden en beschouwde "dergelijke demonstraties" als niet in het belang van de werklozen, maar van de Labourpartij.

#### Jarrow tot Ripon
Na de bijeenkomst in de kerk verliet men Jarrow, uitgezwaaid door veel bewoners. Aan het eind van de week was na 114 km Ripon bereikt waar men werd verwelkomd door de Bisschop van Ripon en een delegatie van de plaatselijke kerken. De ontvangsten in tussenliggende plaatsen waren verdeeld: lauwwarm in Chester-le-Street, zeer vriendelijk in Ferryhill en ook in het Conservatieve bolwerk Darlington.
Op de jaarlijkse conferentie van de Labour Party, die rond die tijd in Edinburgh werd gehouden, toonde men weinig steun voor de mars. Een deelnemer bekritiseerde Wilkinson voor het op pad sturen van hongerige en slecht geklede mensen naar Londen. De negatieve teneur van de conferentie wekte onvrede bij de deelnemers aan de mars, organisator Riley sprak van een steek in de rug. Ook vernamen ze verontwaardigd dat de Unemployment Assistance Board van het Ministerie van Arbeid had besloten om hun uitkeringen te korten omdat ze, onderweg zijnde, niet in staat waren een baan aan te nemen als er werk beschikbaar zou komen.

#### Ripon tot Chesterfield
Na het weekend ging het verder naar Harrogate. In deze nogal Conservatieve en welvarende stad werden de deelnemers aan de mars warm onthaald door de autoriteiten en kregen te eten bij de Rotary Club. Er kon overnacht worden bij de Army Reserve (Nationale Reserve), een welkome afwisseling van de scholen en kerkzaaltjes. Het werd duidelijk dat de plaatselijke Conservatieven net zo goed praktische hulp boden als Labour, die eigenlijk dwarsgezeten werden door de houding van hun nationale vertegenwoordigers.
Wilkinson, die in het begin enkele dagen had meegelopen, voegde zich in Harrogate weer bij de groep die daarna Chesterfield in Derbyshire naderde. De mars verkreeg brede publiciteit, in Londen was de regering echter bezorgd dat koning Eduard zijn grondwettelijke bevoegdheden zou overschrijden en de groep zou ontvangen. Het kabinet gaf een verklaring af waarin werd benadrukt dat er wettelijke mogelijkheden zijn om grieven te uiten, en veroordeelde marsen wegens "het veroorzaken van onnodige inspanning voor de deelnemers". Wilkinson noemde dit krokodilletranen. Bij het bereiken van Chesterfield op 17 oktober had men in die week 116 km afgelegd en was ongeveer op de helft.

#### Chesterfield tot Northampton
In de derde week werd de grootste afstand afgelegd: 137 km. In Nottingham kreeg men van plaatselijke ondernemers kleding.In Leicester werd hun schoeisel gratis gerepareerd.
Harborough bleek een minder gastvrije plaats. Niemand van de gemeenteraad bezocht de deelnemers. Op zaterdag 24 oktober werd Northampton bereikt, waar een groep van elders vertrokken blinden zich bij hen voegde. Zij waren ook op pad naar Londen om voor hun achterban meer aandacht en voorzieningen te vragen. Wilkinson verliet de groep weer om in Londen de afsluiting te regelen.

#### Northampton tot Londen

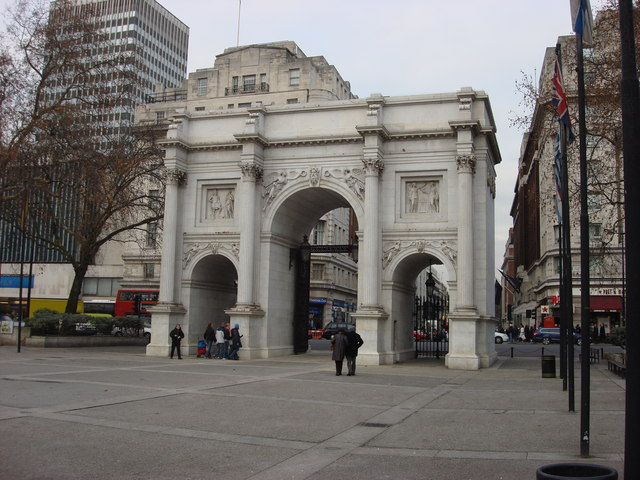
Marble Arch, Hyde Park, Londen, het eindpunt van de mars

Het traject van Northampton tot Bedford, was de langste dagafstand. Van de oorspronkelijke groep deelnemers waren er nog 185, aangevuld met 10 vervangers. Om aan het tijdschema voor aankomst in Londen te voldoen hield men een extra rustdag, waarna in overvloedige regen Luton werd bereikt.
Op 29 oktober, toen de mars van Luton naar St Albans ging, was de kwestie-Jarrow onderwerp van gesprek in het Lagerhuis tussen Wilkinson en eerste minister Baldwin. De laatste wees op de recent gedaalde werkloosheid in Jarrow en sprak zich optimistisch uit over de kansen voor degenen die nog werkloos waren. Wilkinson reageerde dat de verbeterde cijfers het gevolg waren van samenvoeging van de gegevens met een naburige stad. Ze vroeg Baldwin met de traditie te breken en een delegatie van de groep te willen ontvangen wat hij weigerde.
Tijdens het korte 13 km gedeelte op de laatste dag zag een menigte toeschouwers de groep door de Londense voorsteden gaan en het eindpunt Marble Arch naderen. Na aankomst, terwijl de leiders met de pers spraken, zochten de natgeregende deelnemers hun nachtaccommodatie in Londens East End op.

## Evaluatie
Tot het begin van de Tweede Wereldoorlog brachten de initiatieven van Jarvis slecht enige verlichting voor Jarrow. Rond 1939 werkten ongeveer 100 mensen in een meubelfabriek en 500 in diverse metaalbedrijven die op de werf van Palmer waren opgezet. Jarvis had de afgedankte lijnboten Olympic en Berengaria opgekocht om op de werf te ontmantelen. Veel deelnemers aan de mars meenden echter dat ze niet in hun opzet waren geslaagd. Con Whalen, bij zijn dood in 2003 de laatste die de volle afstand had meegelopen, zei dat de mars tijdverspilling was maar dat hij iedere stap met plezier had gezet. Deelnemer Guy Waller zei bij de 40e herdenking in 1976 dat de mars geen onmiddellijke toename van de werkgelegenheid tot gevolg had, daar was de oorlog voor nodig met de daarvoor benodigde bedrijven. Deze mening wordt gedeeld door de meeste commentatoren en historici. De columnist van de Daily Mirror noemde de mars een "heroisch falen". De historici Malcolm Pearce and Geoffrey Stewart zijn positiever en benoemen dat de mars meehielp om de weg te bereiden voor de sociale veranderingen van na de Tweede Wereldoorlog.
Kort na de terugkeer in november 1936 verliet Riley samen met drie andere organisatoren die in de gemeenteraad van Jarrow zaten, de Labour partij. Zij vormden een afsplitsing die op een directere manier de strijd wilde aanbinden met werkloosheid. Alle vier werden later weer lid. Twee van hen, Scullion en Symonds werden later burgemeester van Jarrow, en Symonds bovendien Labour MP voor Whitehaven van 1959 tot 1970.
In 1939 publiceerde Wilkinson haar geschiedenis van Jarrow, The Town that Was Murdered. Een recensie in het The Economic Journal noemde het boek niet zo polemisch als men zou verwachten al had ze bij haar veroordeling van de BISF onvoldoende rekening gehouden met de toestand van de ijzer- en staalindustrie in de jaren 30. Wilkinson zette haar parlementaire werk voort en was van 1940 tot 1945 assistent in het oorlogskabinet van Churchill. In de Labour regering van Attlee, 1945, werd ze Minister van Onderwijs, een post die ze bekleedde tot haar overlijden op de leeftijd van 55 jaar in februari 1947.
Alex Glasgow schreef in 1977 een toneelstuk over de mars, Whistling at the Milestones en Will Todd componeerde een opera, Burning Road (1996). In wat Perry een van de ironieën van de mars noemt, werd de opera opgevoerd in de Kathedraal van Durham in mei 1997, de zetel van de bisschop die de mars in 1936 had veroordeeld als linkse opruiing. In Jarrow zijn diverse herdenkingsmonumenten te vinden zoals een stalen sculptuur bij het station en een bronzen sculptuur "The Spirit of the Crusade" in het stadscentrum. Gebouwen en straten dragen de namen van Wilkinson en Riley.